# Tajna księga
Tajna księga (oryg. Тајната книга) – film fabularny produkcji macedońsko-francuskiej w reżyserii Włado Cwetanowskiego, na motywach powieści Jordana Plewnesza.

## Fabuła
Film zrealizowany na fali popularności Kodu da Vinci. Pierre Raymond całe swoje życie poświęcił poszukiwaniu legendarnej „Tajnej księgi”, która miała być dziełem bogomiłów, zapisanym w głagolicy, zawierającym zasady dobra i zła oraz zasady zdobywania władzy.
Po otrzymaniu wiadomości z Bałkanów wysyła tam swojego syna Chevaliera, który ma kontynuować poszukiwania. Informację o książce przekazał mieszkający w Macedonii Pavle Bigorski i tam przyjeżdża Chevalier.
Zdjęcia do filmu kręcono w bułgarskim Bałcziku, a także w Bitoli i w Ochrydzie. Film otrzymał nagrodę za zdjęcia na Festiwalu Braci Manaki w Bitoli (2006).

## Obsada
- Thierry Frémont jako Chevalier Raymond
- Jean-Claude Carrière jako Pierre Raymond
- Łabina Mitewska jako Lydia
- Włado Jowanowski jako Pavle Bigorski
- Meto Jowanowski jako ojciec Andrej
- Dimitar Zozi jako strażnik
- Petar Mircewski jako gołębiarz
- Joana Popowska
- Kiro Ristoski
- Arna Shijak
- Risto Stefanowski
- Dimitar Zozi